# Portugal no Campeonato do Mundo de Futebol

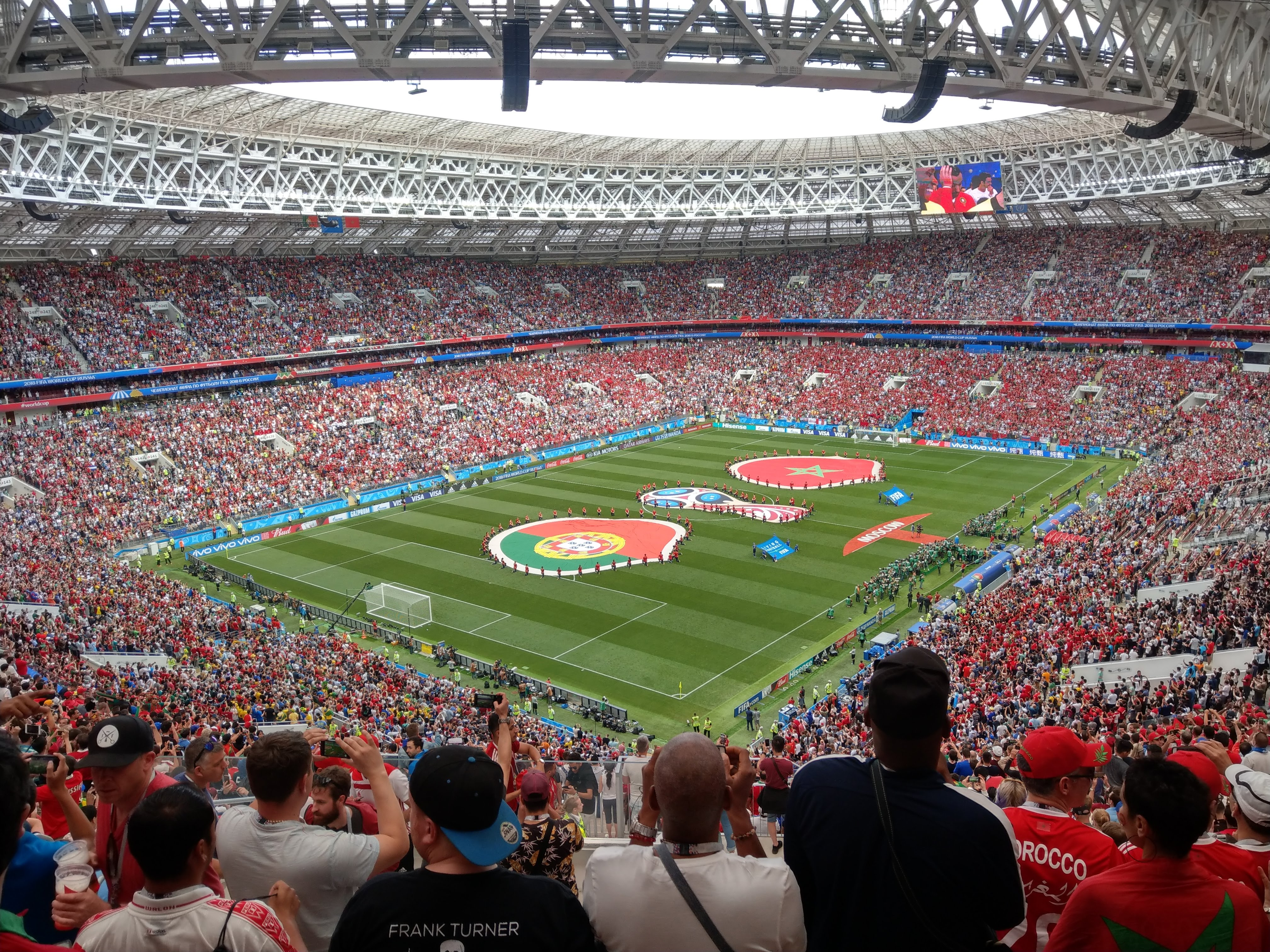
Portugal vs Marrocos na Copa do Mundo FIFA de 2018 na Rússia

O Campeonato do Mundo de Futebol da FIFA, também chamado de Copa do Mundo de Futebol da FIFA, mas geralmente referida simplesmente como Mundial de Futebol ou Copa do Mundo, é uma competição internacional de futebol disputada pelas seleções masculinas nacionais dos membros da FIFA, órgão regulador global do desporto. O campeonato é concedido a cada quatro anos desde o primeiro torneio em 1930, exceto em 1942 e 1946, devido à Segunda Guerra Mundial.
O torneio consiste em duas partes, a fase de qualificação e a fase final (oficialmente chamada de Finais da Copa do Mundo). A fase de qualificação, que atualmente ocorre nos três anos anteriores às Finais, é usada para determinar quais equipas se classificam para as Finais. O formato atual das finais envolve 32 equipas competindo pelo título, em locais dentro das nações anfitriãs, durante um período de cerca de um mês. As Finais da Copa do Mundo são o evento esportivo mais visto no mundo, com cerca de 715,1 milhões de pessoas assistiram à final do torneio de 2006.
Portugal já se classificou para as fases finais da Copa do Mundo FIFA em oito ocasiões: em 1966, 1986, 2002, 2006, 2010, 2014, 2018 e 2022. Seu melhor desempenho, até 2022, é o terceiro lugar em 1966; eles também terminaram em quarto lugar em 2006.

## Recorde geral
| Ano   | Ronda              | Posição final      | P                  | V                  | E                  | D                  | GM                 | GS                 |
| ----- | ------------------ | ------------------ | ------------------ | ------------------ | ------------------ | ------------------ | ------------------ | ------------------ |
| 1930  | Não entrou         | Não entrou         | Não entrou         | Não entrou         | Não entrou         | Não entrou         | Não entrou         | Não entrou         |
| 1934  | Não se classificou | Não se classificou | Não se classificou | Não se classificou | Não se classificou | Não se classificou | Não se classificou | Não se classificou |
| 1938  | Não se classificou | Não se classificou | Não se classificou | Não se classificou | Não se classificou | Não se classificou | Não se classificou | Não se classificou |
| 1950  | Não se classificou | Não se classificou | Não se classificou | Não se classificou | Não se classificou | Não se classificou | Não se classificou | Não se classificou |
| 1954  | Não se classificou | Não se classificou | Não se classificou | Não se classificou | Não se classificou | Não se classificou | Não se classificou | Não se classificou |
| 1958  | Não se classificou | Não se classificou | Não se classificou | Não se classificou | Não se classificou | Não se classificou | Não se classificou | Não se classificou |
| 1962  | Não se classificou | Não se classificou | Não se classificou | Não se classificou | Não se classificou | Não se classificou | Não se classificou | Não se classificou |
| 1966  | Terceiro lugar     | 3º                 | 6                  | 5                  | 0                  | 1                  | 17                 | 8                  |
| 1970  | Não se classificou | Não se classificou | Não se classificou | Não se classificou | Não se classificou | Não se classificou | Não se classificou | Não se classificou |
| 1974  | Não se classificou | Não se classificou | Não se classificou | Não se classificou | Não se classificou | Não se classificou | Não se classificou | Não se classificou |
| 1978  | Não se classificou | Não se classificou | Não se classificou | Não se classificou | Não se classificou | Não se classificou | Não se classificou | Não se classificou |
| 1982  | Não se classificou | Não se classificou | Não se classificou | Não se classificou | Não se classificou | Não se classificou | Não se classificou | Não se classificou |
| 1986  | Fase de grupos     | 17º                | 3                  | 1                  | 0                  | 2                  | 2                  | 4                  |
| 1990  | Não se classificou | Não se classificou | Não se classificou | Não se classificou | Não se classificou | Não se classificou | Não se classificou | Não se classificou |
| 1994  | Não se classificou | Não se classificou | Não se classificou | Não se classificou | Não se classificou | Não se classificou | Não se classificou | Não se classificou |
| 1998  | Não se classificou | Não se classificou | Não se classificou | Não se classificou | Não se classificou | Não se classificou | Não se classificou | Não se classificou |
| 2002  | Fase de grupos     | 21º                | 3                  | 1                  | 0                  | 2                  | 6                  | 4                  |
| 2006  | Quarto lugar       | 4º                 | 7                  | 4                  | 1                  | 2                  | 7                  | 5                  |
| 2010  | Oitavos de final   | 11º                | 4                  | 1                  | 2                  | 1                  | 7                  | 1                  |
| 2014  | Fase de grupos     | 18º                | 3                  | 1                  | 1                  | 1                  | 4                  | 7                  |
| 2018  | Oitavos de final   | 13º                | 4                  | 1                  | 2                  | 1                  | 6                  | 6                  |
| 2022  | Quartos de final   | 8º                 | 5                  | 3                  | 0                  | 2                  | 12                 | 6                  |
| 2026  | A determinar       | A determinar       | A determinar       | A determinar       | A determinar       | A determinar       | A determinar       | A determinar       |
| Total | 8/22               | -                  | 35                 | 17                 | 6                  | 12                 | 61                 | 41                 |

Note: Os empates incluem partidas eliminatórias decididas na disputa de grandes penalidades.
| Recorde de Portugal na Copa do Mundo | Recorde de Portugal na Copa do Mundo                                           |
| ------------------------------------ | ------------------------------------------------------------------------------ |
| Primeiro jogo                        | Portugal 3–1 Hungria · (13 de julho de 1966; Manchester, Inglaterra)           |
| Maior Vitória                        | Portugal 7–0 Coreia do Norte · (21 de junho de 2010; Cape Town, África do Sul) |
| Maior Derrota                        | Alemanha 4–0 Portugal · (16 de junho de 2014; Salvador, Brasil)                |
| Melhor Resultado                     | Terceiro lugar em 1966                                                         |
| Pior Resultado                       | Fase de grupos em 1986, 2002 e 2014                                            |

## Jogos
| Ano  | Ronda            | Adversário      | Resultado          | Marcadores                                            |
| ---- | ---------------- | --------------- | ------------------ | ----------------------------------------------------- |
| 1966 | Fase de grupos   | Hungria         | 3–1                | José Augusto (2), Torres                              |
| 1966 | Fase de grupos   | Bulgária        | 3–0                | Vustov (g.c.), Eusébio, Torres                        |
| 1966 | Fase de grupos   | Brasil          | 3–1                | Simões, Eusébio (2)                                   |
| 1966 | Quartas de final | Coreia do Norte | 5–3                | Eusébio (4), José Augusto                             |
| 1966 | Semifinal        | Inglaterra      | 1–2                | Eusébio                                               |
| 1966 | Jogo de 3º lugar | União Soviética | 2–1                | Eusébio, Torres                                       |
| 1986 | Fase de grupos   | Inglaterra      | 1–0                | Carlos Manuel                                         |
| 1986 | Fase de grupos   | Polónia         | 0–1                |                                                       |
| 1986 | Fase de grupos   | Marrocos        | 1–3                | Diamantino                                            |
| 2002 | Fase de grupos   | Estados Unidos  | 2–3                | Beto, Agoos (g.c.)                                    |
| 2002 | Fase de grupos   | Polónia         | 4–0                | Pauleta (3), Rui Costa                                |
| 2002 | Fase de grupos   | Coreia do Sul   | 0–1                |                                                       |
| 2006 | Fase de grupos   | Angola          | 1–0                | Pauleta                                               |
| 2006 | Fase de grupos   | Irã             | 2–0                | Deco, Ronaldo                                         |
| 2006 | Fase de grupos   | México          | 2–1                | Maniche, Simão                                        |
| 2006 | Oitavas de final | Países Baixos   | 1–0                | Maniche                                               |
| 2006 | Quartas de final | Inglaterra      | 0–0 (a.p.) (3–1 p) |                                                       |
| 2006 | Semifinal        | França          | 0–1                |                                                       |
| 2006 | Jogo de 3º lugar | Alemanha        | 1–3                | Nuno Gomes                                            |
| 2010 | Fase de grupos   | Costa do Marfim | 0–0                |                                                       |
| 2010 | Fase de grupos   | Coreia do Norte | 7–0                | Meireles, Simão, Almeida, Tiago (2), Liédson, Ronaldo |
| 2010 | Fase de grupos   | Brasil          | 0–0                |                                                       |
| 2010 | Oitavas de final | Espanha         | 0–1                |                                                       |
| 2014 | Fase de grupos   | Alemanha        | 0–4                |                                                       |
| 2014 | Fase de grupos   | Estados Unidos  | 2–2                | Nani, Varela                                          |
| 2014 | Fase de grupos   | Gana            | 2–1                | Boye (g.c.), Ronaldo                                  |
| 2018 | Fase de grupos   | Espanha         | 3–3                | Ronaldo (3)                                           |
| 2018 | Fase de grupos   | Marrocos        | 1–0                | Ronaldo                                               |
| 2018 | Fase de grupos   | Irã             | 1–1                | Quaresma                                              |
| 2018 | Oitavas de final | Uruguai         | 1–2                | Pepe                                                  |
| 2022 | Fase de grupos   | Gana            | 3–2                | Ronaldo, Félix, Leão                                  |
| 2022 | Fase de grupos   | Uruguai         | 2–0                | Fernandes (2)                                         |
| 2022 | Fase de grupos   | Coreia do Sul   | 1–2                | Horta                                                 |
| 2022 | Oitavas de final | Suíça           | 6–1                | Ramos (3), Pepe, Guerreiro, Leão                      |
| 2022 | Quartas de final | Marrocos        | 0–1                |                                                       |

## Recordistas

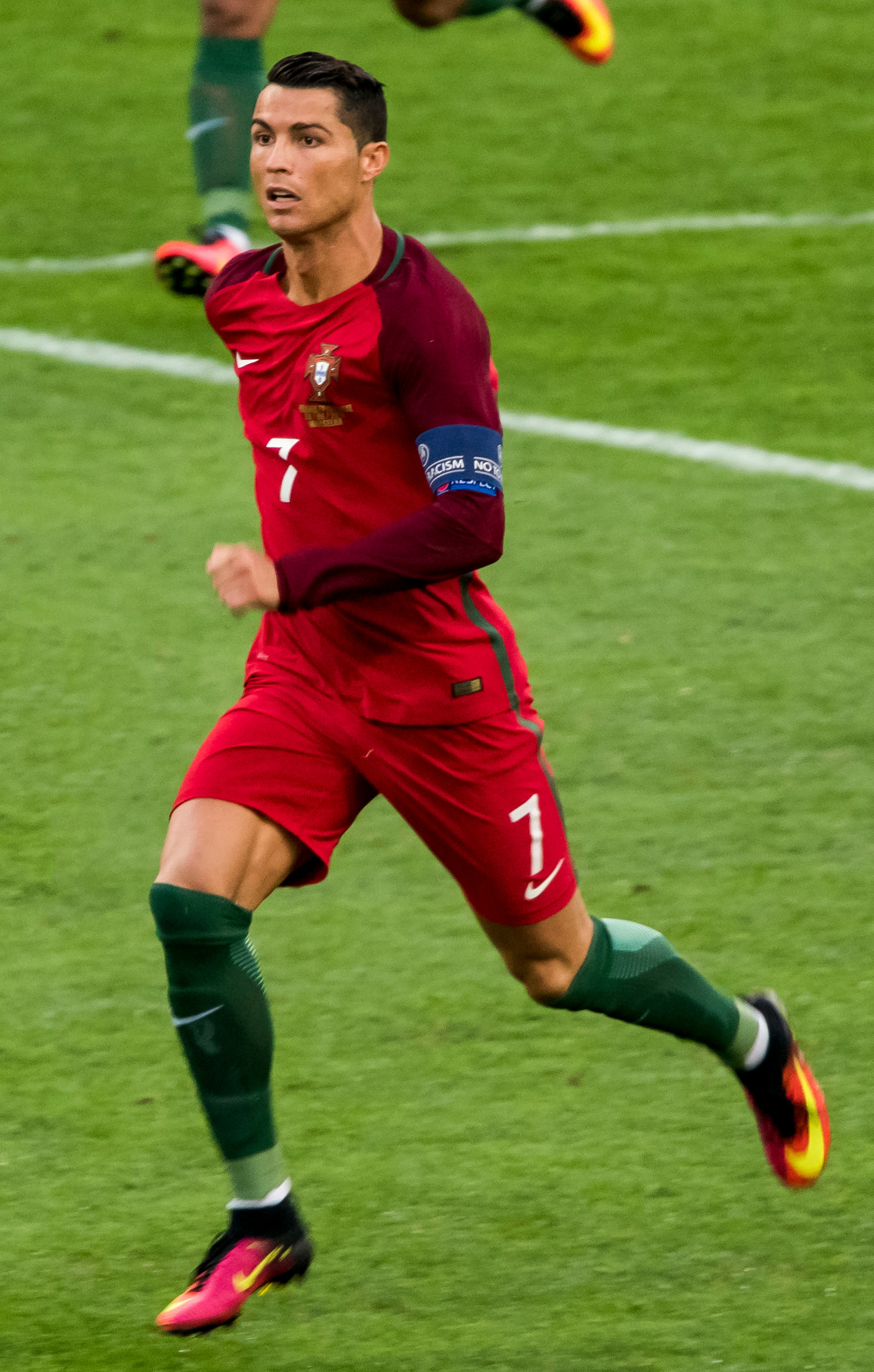
Cristiano Ronaldo em 2016

| Pos. | Jogador           | Jogos | Copas do Mundo                |
| ---- | ----------------- | ----- | ----------------------------- |
| 1    | Cristiano Ronaldo | 22    | 2006, 2010, 2014, 2018 e 2022 |
| 2    | Simão             | 11    | 2006 e 2010                   |
| 3    | Luís Figo         | 10    | 2002 e 2006                   |
| 3    | Ricardo Carvalho  | 10    | 2006 e 2010                   |
| 5    | Pauleta           | 9     | 2002 e 2006                   |
| 5    | Tiago             | 9     | 2006 e 2010                   |
| 5    | Pepe              | 9     | 2010, 2014, 2018 e 2022       |
| 7    | Petit             | 8     | 2002 e 2006                   |
| 9    | Maniche           | 7     | 2006                          |
| 9    | Fernando Meira    | 7     | 2006                          |
| 9    | Ricardo           | 7     | 2006                          |
| 9    | Miguel            | 7     | 2006 e 2010                   |
| 9    | Bruno Alves       | 7     | 2010 e 2014                   |

## Melhores marcadores / Artilheiros

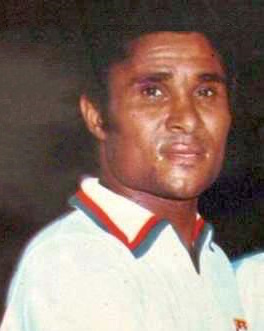
Eusébio como capitão de Portugal frente à Argentina

Os nove golos de Eusébio na Copa do Mundo de 1966 fizeram dele o melhor marcador / artilheiro daquele torneio, que também lhe rendeu a Bola de Bronze. Cristiano Ronaldo é o jogador mais perto de atingir esse recorde, com apenas um golo de diferença, mas, em 5 Copas do Mundo. É também o jogador mais novo e mais velho a marcar pela Seleção Portuguesa.
| Pos. | Jogador           | Gol(o)s | Copas do Mundo                                    |
| ---- | ----------------- | ------- | ------------------------------------------------- |
| 1    | Eusébio           | 9       | 1966                                              |
| 2    | Cristiano Ronaldo | 8       | 2006 (1), 2010 (1), 2014 (1), 2018 (4) e 2022 (1) |
| 3    | Pauleta           | 4       | 2002 (3) e 2006 (1)                               |
| 4    | José Augusto      | 3       | 1966                                              |
| 4    | José Torres       | 3       | 1966                                              |
| 4    | Gonçalo Ramos     | 3       | 2022                                              |
| 7    | Maniche           | 2       | 2006                                              |
| 7    | Tiago             | 2       | 2010                                              |
| 7    | Bruno Fernandes   | 2       | 2022                                              |
| 7    | Pepe              | 2       | 2018 e 2022                                       |
| 7    | Rafael Leão       | 2       | 2022                                              |
| 12   | 18 jogadores      | 1       |                                                   |